# Masaya Honda
Masaya Honda (Osaka, 20 november 1973) is een voormalig Japans voetballer.

## Carrière
Masaya Honda speelde tussen 1996 en 1999 voor Kyoto Purple Sanga.